# Финал Кубка СССР по футболу 1975
Финал Кубка СССР по футболу 1975 состоялся 9 августа 1975 года. Ереванский «Арарат» переиграл ворошиловградскую «Зарю» со счётом 2:1 и стал обладателем Кубка СССР.

## Путь к финалу
| Арарат             | Арарат   | Арарат             | Этап        | Заря (Ворошиловград) | Заря (Ворошиловград) | Заря (Ворошиловград) |
| ------------------ | -------- | ------------------ | ----------- | -------------------- | -------------------- | -------------------- |
| Соперник           | Место    | Счёт               |             | Соперник             | Место                | Счёт                 |
| Крылья Советов     | Дома     | 4:1                | 1/16 финала | СКА (Ростов-на-Дону) | Дома                 | 1:0                  |
| Карпаты            | Дома     | 0:0 (доп. вр. 1:0) | 1/8 финала  | Памир                | В гостях             | 0:0 (по пен. 3:2)    |
| Локомотив (Москва) | В гостях | 1:1 (по пен. 5:3)  | 1/4 финала  | Пахтакор             | В гостях             | 0:0 (по пен. 4:2)    |
| Динамо (Тбилиси)   | Дома     | 3:1                | 1/2 финала  | ЦСКА                 | Дома                 | 1:1 (доп. вр. 1:0)   |

## Ход финального матча
Ворошиловградская «Заря» и ереванский «Арарат» в первый раз встречались в рамках финала в истории кубков СССР. До этого они дважды сходились на различных стадиях этого турнира: в 1939 году дальше прошли ереванцы из-за неявки соперника, в 1/4 финала в 1973 году по итогам двух встреч сильнее оказались футболисты «Арарата» (2:0 дома и 0:1 в гостях).
Со стартом матча инициативой завладели футболисты «Зари». На 8-й минуте в 20 метрах справа от ворот «Арарата» сфолил Санасар Геворкян. Исполняя штрафной удар игрок «Зари» Александр Журавлёв отдал короткий пас Виктору Кузнецову. Тот сильным и точным ударом отправил мяч в сетку, открыв счёт в матче. Но уже спустя 6 минут ереванцы сумели отыграться. Несогласованностью действий вратаря и защитников «Зари» воспользовался Аркадий Андриасян. Нелепый гол отнял уверенность в действиях футболистов «Зари», и «Арарат» постепенно завладел преимуществом в игре. Дважды после ударов Геворкяна мяч из-под перекладины выбивал голкипер ворошиловградцев Александр Ткаченко, но на ювелирный удар в нижний угол на 43-й минуте Эдуарда Маркарова он даже не среагировал. Таким образом, перед самым перерывом «Арарат» повёл в счёте.
После перерыва «Заря» возвратила прежнюю уверенность в своих действиях и пыталась осаждать ворота «Арарата». Те, в свою очередь, рассчитывали на контратаки. Однако во втором тайме зрители не увидели забитых мячей и ереванский «Арарат» во второй раз в своей истории стал обладателем Кубка СССР по футболу.

## Отчёт о матче
| Арарат                       | 2:1   | Заря Ворошиловград |
| ---------------------------- | ----- | ------------------ |
| Андриасян 14′ · Маркаров 43′ | Отчёт | Кузнецов 8′        |

| АРАРАТ:         |  |                   |  |     |
|                 |  |                   |  |     |
| Вр              |  | Алёша Абрамян     |  |     |
| Зщ              |  | Санасар Геворкян  |  |     |
| Зщ              |  | Армен Саркисян    |  |     |
| Зщ              |  | Александр Мирзоян |  |     |
| Зщ              |  | Норайр Месропян   |  |     |
| Зщ              |  | Аркадий Андриасян |  |     |
| ПЗ              |  | Сергей Бондаренко |  |     |
| ПЗ              |  | Левон Иштоян      |  | 72' |
| ПЗ              |  | Эдуард Маркаров   |  |     |
| ПЗ              |  | Сурен Мартиросян  |  |     |
| ПЗ              |  | Назар Петросян    |  |     |
| Замены:         |  |                   |  |     |
| ПЗ              |  | Самвел Петросян   |  | 72' |
| Главный тренер: |  |                   |  |     |
| Виктор Маслов   |  |                   |  |     |

| ЗАРЯ:           |  |                     |
|                 |  |                     |
| Вр              |  | Александр Ткаченко  |
| Зщ              |  | Николай Пинчук      |
| Зщ              |  | Владимир Малыгин    |
| Зщ              |  | Александр Аверьянов |
| Зщ              |  | Юрий Васенин        |
| ПЗ              |  | Александр Журавлёв  |
| ПЗ              |  | Виктор Кузнецов     |
| ПЗ              |  | Владимир Белоусов   |
| Нап             |  | Юрий Елисеев        |
| ПЗ              |  | Анатолий Куксов     |
| Нап             |  | Юрий Ковалёв        |
| Главный тренер: |  |                     |
| Юрий Захаров    |  |                     |